# Taraxacum edmondsonianum
Taraxacum edmondsonianum — вид квіткових рослин з родини айстрових (Asteraceae). Вид зростає в Європі: Англія, Уельс, Шотландія, Ірландія, Данія, Польща, Чехія; це багаторічна рослина помірних біомів.

## Середовище
Населяє живоплоти, луки, узлісся, сади тощо.

## Морфологічна характеристика
Це висока кульбаба з випростаними, ланцетними, середньо-зеленими листками. Черешки досить довгі, яскраво-рожеві на всьому протязі з чітко вираженими зеленими крилами. Бічних часток листка 5–7, досить короткі, на дистальному краї сильно сигмовидні, часто горбисті, ледь зубчасті. Листки одноманітні; кінцеві частки листа досить короткі, трикутно-гострі, що характерно утворюють округлу односторонню часточку. Зовнішні приквітки загнуті, часто відігнуті в бутон, довгасті, зелені, іноді стають рожевими на верхівці. Квіткова голова у діаметрі до 55 мм, в розширеному стані плоска.